# 蒂米什縣
蒂米什縣（羅馬尼亞語：Județul Timiș）是羅馬尼亞西部的一個縣。西北鄰匈牙利，西南鄰塞爾維亞。面積8,697平方公里，是該國最大的縣。人口659,512（2002年）。首府蒂米什瓦拉。
下設2市、8镇、89鄉。